# Сила людей
«Сила Людей» — політична партія України, зареєстрована 20 серпня 2014 року, свідоцтво № 244-п.п.. Розбудова партії розпочалася у січні 2013 року.
Головою Політради 2020 року є Юрій Бова.

## Ідеологія
Статутом описана основна мета партії — формування та вираження політичної волі українців; сприяння становленню громадянського суспільства на засадах гідності, свободи, справедливості та добробуту, керуючись принципами демократії; створення умов для економічного і соціального розвитку держави; формування умов всестороннього розвитку і самореалізації інтересів громадян. Ключові цінності — розвиток людини, розвиток середнього класу, сталий розвиток України і створення ефективної держави.

## Історія

### Політичне об'єднання
У січні 2013 року була створена ініціативна група, яка зібралася із представників активного громадянського суспільства з різних місць України. Політичне об'єднання «Сила Людей» було презентовано в Києві 23 квітня 2013, а протягом квітня-серпня 2013 відбувалися регіональні презентації «Сили Людей». Перші осередки «Сили Людей» були створені у червні 2013.
1 листопада 2013 в Києві створений перший Регіональний оргкомітет. На момент реєстрації партії політичне об'єднання мало структуру із 1952 членів та прихильників у 24 областях України, АР Крим, Франції та Америці; 250 осередків у 22 областях України та у Франції. Перший осередок партії був створений у місті Олевськ Житомирської області 11 червня 2013.
За ініціативи активістів «Сили Людей» в грудні 2013 року створено мережу колективного захисту СВОЇ. Мережа здійснювала юридичну, медичну та іншу підтримку своїх членів під час Євромайдану.

### Політична партія
Після завершення Євромайдану членами політичного об'єднання було прийняте рішення про перехід до наступного етапу розвитку — створення політичної партії як повноправного гравця на політичній арені України. 27 квітня 2014 року відбувся Установчий з'їзд «Сили Людей», під час якого було прийнято рішення про організацію збору підписів на підтримку створення політичної партії, а також ухвалено Статут та Програму партії.
5 серпня 2014 року «Сила Людей» подала пакет документів для реєстрації політичної партії. Вже 20 серпня Державна реєстраційна служба України видала «Силі Людей» свідоцтво про реєстрацію партії.
17 серпня 2014 року відбувся Перший робочий з'їзд політичної партії «Сила Людей», під час якого делегатами були прийняті низка програмних та статутних документів. Разом з тим було прийнято рішення про початок підготовки до участі «Сили Людей» у виборах усіх рівнів.

## Участь у виборах

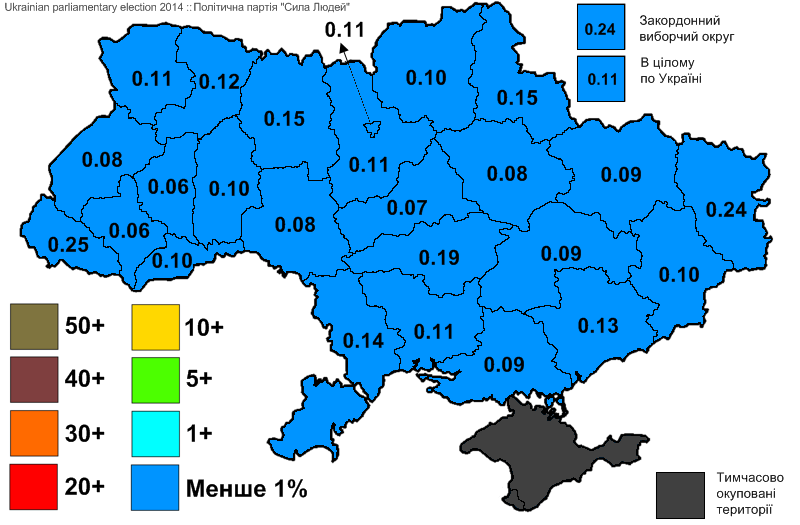
Результати виборів до ВР України, 2014.

У травні 2014 року «Сила Людей» отримала непростий виклик — вибори Президента, а також позачергові місцеві вибори у Києві. Навіть не будучи політичною партією «Сила Людей» ухвалила рішення про участь у місцевих виборах шляхом висування кандидатів у одномандатних мажоритарних округах.
Протягом 3-х місяців (травень-липень 2014 року) активісти у всій Україні їздили містами та селами й збирали підписи небайдужих громадян, які розділили ідею «Сили Людей».

### Парламентські вибори 2014
На парламентських виборах в 2014 році Сила людей посіла 22 з 27 місць. Всього за партію проголосувало 17817 виборців, що дало змогу партії набрати 0,11 % голосів. Найкращі результати партія продемонструвала в Закарпатській, Луганській та Кіровоградській областях.

### Місцеві вибори 2015
На місцевих виборах-2015 «Сила Людей» здобула найкращий станом на зараз результат в своїй історії: 210 мандатів місцевих депутатів та 5 посад мерів і сільських голів.
62 громади, в яких працюватимуть депутати від «Сили Людей», розташовані в 20 областях України.
Найкращий результат показали промислові центри на Південному Сході країни: 26 мандатів в радах усіх рівнів (міська, районні) в Кривому Розі та 9,26 % голосів виборців на виборах в Маріуполі, а також Тростянець Сумської області (10 мандатів в міській раді) та Чортків Тернопільської області (10 мандатів).

### Президентські вибори 2019
20 січня 2019 року на з'їзді партії у м. Києві, за результатами партійного праймеріз, було обрано Дмитра Гнапа для участі в президентських виборах. Згодом, після скандалу з привласненням коштів, що мали піти на підтримку армії, політрада партії виступила з вимогою до Гнапа зняти свою кандидатуру. Однак, Дмитро відмовився знімати свою кандидатуру, протягом тижня було знайдено компромісне рішення. 12 лютого 2019 Гнап повернув «Слідство. Інфо» 9100 євро премії. 7 березня 2019 року Гнап знявся з виборів, на користь Анатолія Гриценка, після того як Андрій Садовий також знявся на користь Гриценка.

### Парламентські вибори 2019
15 травня 2019 року політичні партії «Сила людей», «Українська Галицька партія» та «Демократична Сокира» стали партнерами для координації своєї роботи з «опору російському реваншу» та просуванню демократичних реформ.
На виборах партія набрала 0,19 % (отримала голоси 27 984 виборців)

## Структура

### Керівництво
Загальне керівництво партією здійснює Політична Рада Партії. Вона складається із уповноважених представників обласних партійних організацій. Політичну Раду очолює обраний Головуючий. Оновлення складу Політичної Ради відбувається один раз на рік.

#### Політична Рада 2020
Головуючий: Юрій Бова.
Оксана Грищенко, Роман Козлов, Юрій Пивоваренко, Андрій Самодай, Іван Сороколіт, Олена Стаднік-Стефурак, Володимир Шматько.

#### Політична Рада 2018
Головуючий: Олександр Солонтай.
Олександр Вадимов, Юрій Бова, Світлана Сова, Денис Тарасов, Олег Стрельченко, Андрій Самодай, Євген Каріс,  Петро Андрющенко, Денис Ващук.

#### Політична Рада 2017
У 2017 році Юрій Бова був виконуючим обов'язки головуючого.

#### Політична Рада 2016
13 березня 2016 на засіданні Політради партії «Сила Людей» було обрано Віталія Ковтуна головою Політради, а заступником Голови — Юрія Адамовського.
Члени Політичної ради — Яременко Богдан, Євген Каріс, Дмитро Дробот, Юрій Бова, Наталія Сорока, Світлана Сова, Олег Погорєлов, Руслан Панчишин, Андрій Палюх, Іван Горон

#### Політична Рада 2015
12 липня 2015 року на посаду Голови Політради було обрано Олександр Солонтай, а заступником Голови Політради став Вадим Трюхан.

### Контрольні органи
У «Силі Людей» діє ЦКРК — Центральна контрольно-ревізійна комісії, яка розглядає скарги членів партії на порушення тих чи інших норм статуту, здійснює персональну перевірку даних, поданих новими членами партії, надає рекомендації щодо прийняття в партію чи виключення з неї.
Персональний склад: Андрій Грицаєнко — Голова ЦКРК, Сергій Мокряков і Олег Харченко — заступники Голови ЦКРК, Михайло Федоров і Роман Плавицький — члени ЦКРК.
Також на місцевому рівні діють обласні КРК.